# 줄리안 야오 조옐로

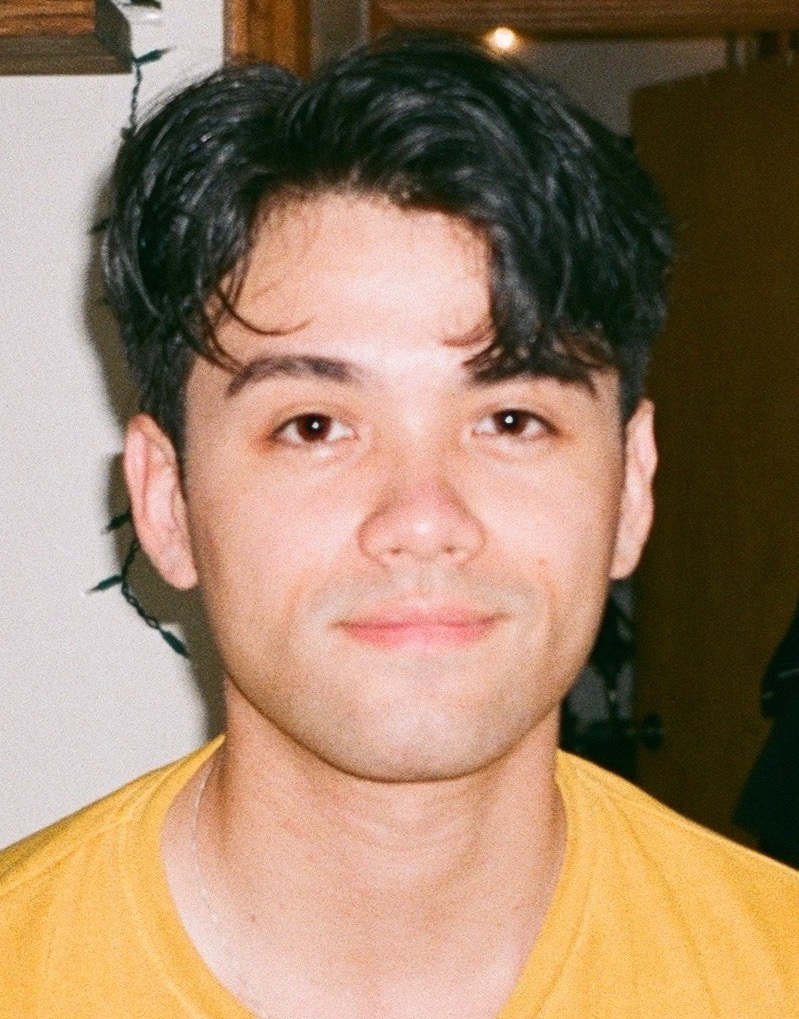

줄리안 야오 조옐로(Giullian Yao Gioiello, 1992년 9월 24일 ~ )는 배우, 음악가, 텔레비전 배우이다.

## 생애
조옐로는 뉴욕 맨해튼에서 태어나고 자랐다. 이란성 쌍둥이 자매 루시아 조옐로가 있다. 그는 더 브롱스 출신의 아버지 릭 조옐로에 의해 자랐다. 그의 어머니 슈펀야오(姚淑芬)는 대만계이며 센츄리 컨템퍼러리 댄스 컴퍼니(Century Contemporary Dance Company)의 창립자이다. 그는 뉴욕시의 피오렐로 H. 라과디아 고등학교에 다녔으며 2014년에 뉴욕 대학교에서 티쉬 예술 학교 BFA 연기 프로그램을 졸업했다.

## 방송
- 줄리의 그린룸 시즌1

## 영화
- 잭 오브 더 레드 하트 (2015년)